# Emily Pfeiffer

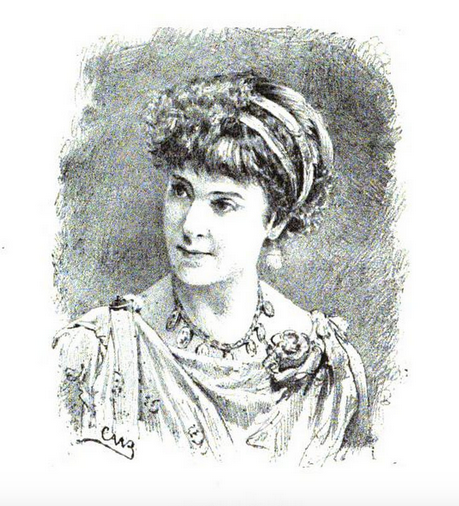
Emily Pfeiffer, 1890

Emily Jane Pfeiffer (* als Emily Jane Davis am 26. November 1827 in Montgomeryshire, Wales; † 23. Januar 1890 in Putney, heute Stadtteil von London Borough of Wandsworth) war eine britische Lyrikerin, Schriftstellerin und Frauenrechtlerin.

## Leben
Pfeiffer setzte sich in ihrem Werk für die Rechte von Frauen ein. So kämpfte sie für das Recht der Frauen auf eine vollwertige Arbeit.